# Agripa Menenio Lanato (cónsul 439 a. C.)
Agripa Menenio Lanato (en latín Agrippa Menenius Lanatus), fue cónsul en 439 a. C., con Tito Quincio Capitolino Barbato, hermano del cónsul del año anterior, de nombre Lucio.
Agripa poco ejerció la magistratura, debido a que su colega Tito Quincio se vio obligado a designar a Cincinato como dictador, con el fin de aplastar la conspiración de Espurio Melio.
Lanato fue uno de los tribunos consulares en 419 a. C., y una segunda vez en el año 417 a. C. (Liv. iv. 13, 44, 47; Diod. Xii. 37, xiii. 7 )